# Пчела радилица
Пчела радилица је полно неразвијена женка пчеле. Излеже се из оплођених јаја и од полагања јаја до излегања јединке прође 21 дан. Пчеле радилице чине најбројнију групу јединки у пчелињем друштву. Оне су мање од матице, а и од трутова. Дужина пчеле износи око 12 до 14 mm, а тежина око 100 mg тако да 10 000 пчела тежи око 1 kg. Чим се млада пчела излеже она почиње да ради и тако целог живота. Због тога се зове радилица. 

## Радови радилице

### Самочишћење (до 3 дана старости)
Новоизлежене пчеле чисте своје тело.

### Чишћење ћелија (4-11. дан)
Пчеле чисте и полирају ћелије из којих су и саме излежене а у које ће матица поново положити јаја. Млађе пчеле из ове групе хране старије легло. Код старијих пчела из ове групе прораде млечне жлезде које производе млеч и оне хране млађе легло.

### Производња воска (12-17. дан)
Пчеле луче восак и граде сатне ћелије, проветравају кошницу и одржавају стални ниво температуре у кошници, преузимају товар (нектар) од излетница, прерађују га и одлажу га у сатне ћелије, итд. Из ове групе пчела, један број њих постају пратиље матице. Оне њу непрекидно прате, хране млечом и обезбеђују њену животну сигурност. Од матице се могу одвојити смо присилно, најчешће непажњом пчелара. При крају старости ове групе пчела, почиње њихов први излет ван кошнице, такозвани пчелињи плес. Прво ће то бити масован оријентациони кружни лет испред улаза у кошницу. Када младе пчеле савладају оријентацију, враћају се после пола сата у кошницу.

### Пчеле излетнице (18-21. дан)
Пчеле постају излетнице 18. дана свог живота. Од тад, па све до краја свог живота, пчеле ће бити излетнице. Од тада ће оне обављати, свака група - своје послове. Најмлађе пчеле из ове групе ће бити стражарице јер су оне најјаче и најхитрије пчеле. Нико ко не припада тој кошници не може у њу ући. Лоше ће проћи и сва друга жива бића која се крећу непосредно испред кошнице а нарочито у правцу полетања и слетања пчела. За стражарице су то све, непријатељи пчела, које ће оне одмах и силовито нападати и отерати даље од кошнице. Стражарице се даноноћно крећу по полетаљци или се налазе унутар кошнице при самом улазу и на тај начин контролишу сваку пчелу коју долази, па уколико та пчела није истог мириса биће одмах нападнута. Примиће је само ако доноси нектар или полен.
Остале пчеле су поделиле послове које обављају. Једне ће доносити воду, то су водоноше, друге ће чистити подњачу и износити нечистоћу напоље, то су чистачице (хигијеничарке), треће доносе нектар па се зову нектарице, четврте доносе полен па су поленарице итд.
Поделу рада не треба схватити сувише строго. Често се дешава и преоријентација на друге послове. Када наступе обилније паше, највећи број излетница ће бити преоријентисан на нектарице. Тада ће пчеле млађе од 18 дана све више прелазити у групу излетница, највећим делом нектарица, јер тада је циљ да се што више накупи нектара.
Новија истраживања су показала да радилице нису само извршиоци послова, већ и господари. Оне утичу на важне одлуке пчелиње заједнице, као што су утицај на брзину размножавања или замена матице (тиха замена матице).